# Bahnhof Pfronten-Ried
Pfronten-Ried (Abkürzung laut Betriebsstellenverzeichnis MPFD) ist einer von zwei Bahnhöfen in Pfronten. Er liegt an der Außerfernbahn und war bis 1905 deren Endbahnhof. Das Empfangsgebäude sowie die weiteren Bahnhofsgebäude sind in die Liste der Baudenkmäler aufgenommen worden. Das Bahnhofsareal ist größtenteils im gemeindlichen Eigentum.

## Geschichte
Nachdem in den 1880er Jahren die Versuche gescheitert waren, eine „Fernbahn“ von Kempten über den Fernpass nach Innsbruck zu errichten, kam es dennoch im Jahr 1895 zur Eröffnung des Streckenabschnittes Kempten–Pfronten-Ried. Zehn Jahre später wurde die Strecke dann bis Reutte in Tirol verlängert, wodurch Pfronten-Ried zum Durchgangsbahnhof wurde.
Ende 2011 schloss die Deutsche Bahn den Fahrkartenschalter in Pfronten-Ried, als das örtlich besetzte Stellwerk durch ein aus Durach ferngestelltes ersetzt wurde, womit kein Fahrdienstleiter mehr vor Ort ist, der nebenbei Fahrscheine verkauft. Am 9. Mai 2018 nahm sie ein neues Video-Reisezentrum in Betrieb, das von Kempten aus bedient wird.
2022 beantragte die Deutsche Bahn den Rückbau des nicht mehr genutzten Gleises 1 mit dem Hausbahnsteig und den Ersatz der niedrigen, 194  und 141 Meter langen Zwischenbahnsteige durch zwei Außenbahnsteige an den Gleisen 2 und 3 mit einer Länge von 120 Metern und einer Bahnsteighöhe von 55 cm mit barrierefreien Zugängen.

## Architektur

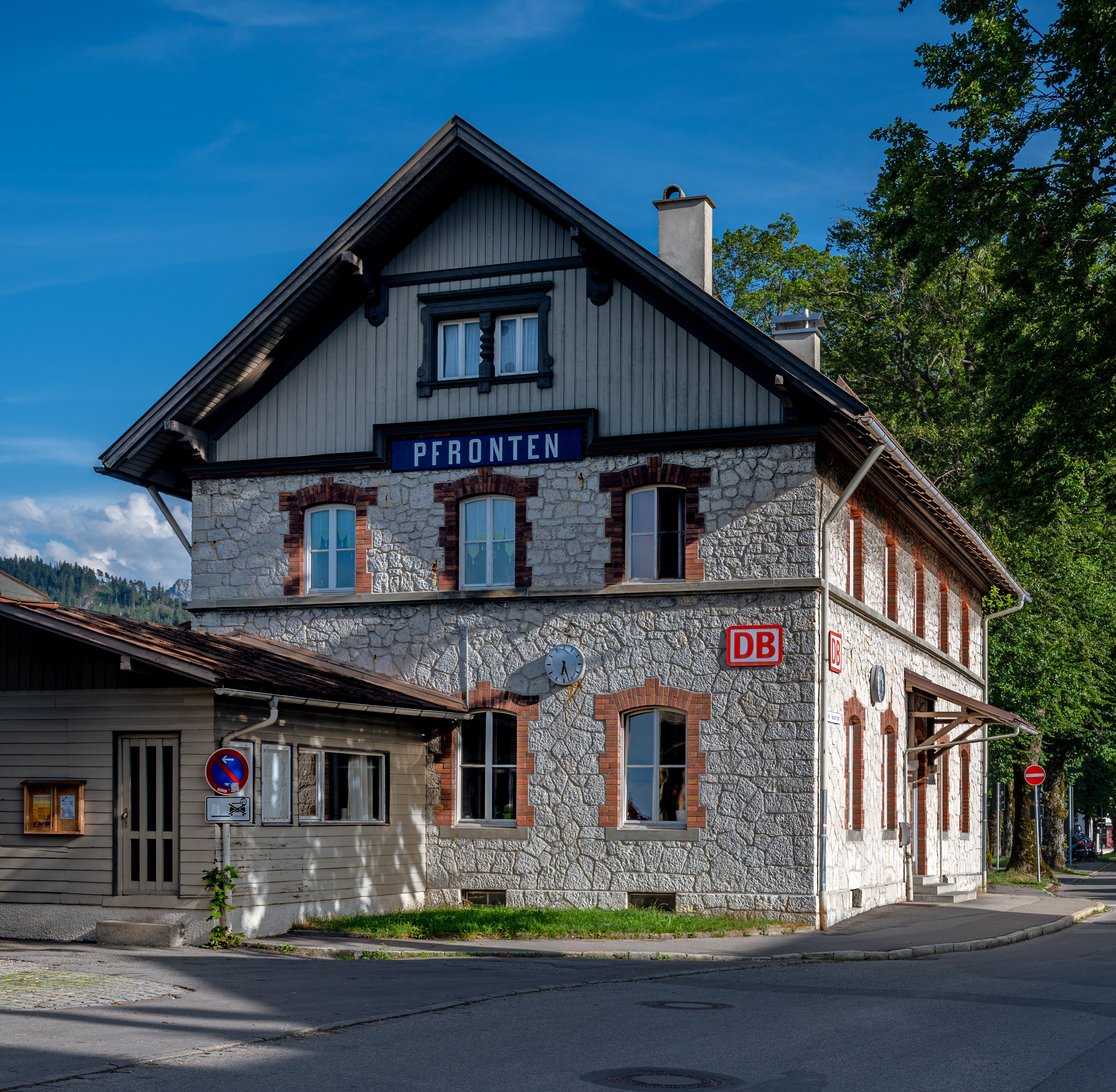
Stationsgebäude

Die Gebäude des Bahnhofs Pfronten-Ried stellt eine einheitlich gestaltete Baugruppe aus Bruchsteinmauerwerk dar. Das zweigeschossige Stationsgebäude besitzt eine Klinkergliederung und ein Satteldach, ebenso wie das nördliche Lagergebäude und der Lokschuppen. Im südlichen Bereich findet sich zudem ein Kioskgebäude mit Walmdach. Das Stationsgebäude sowie der Lokomotivschuppen wurden später erweitert.

## Verkehr

### Schienenverkehr

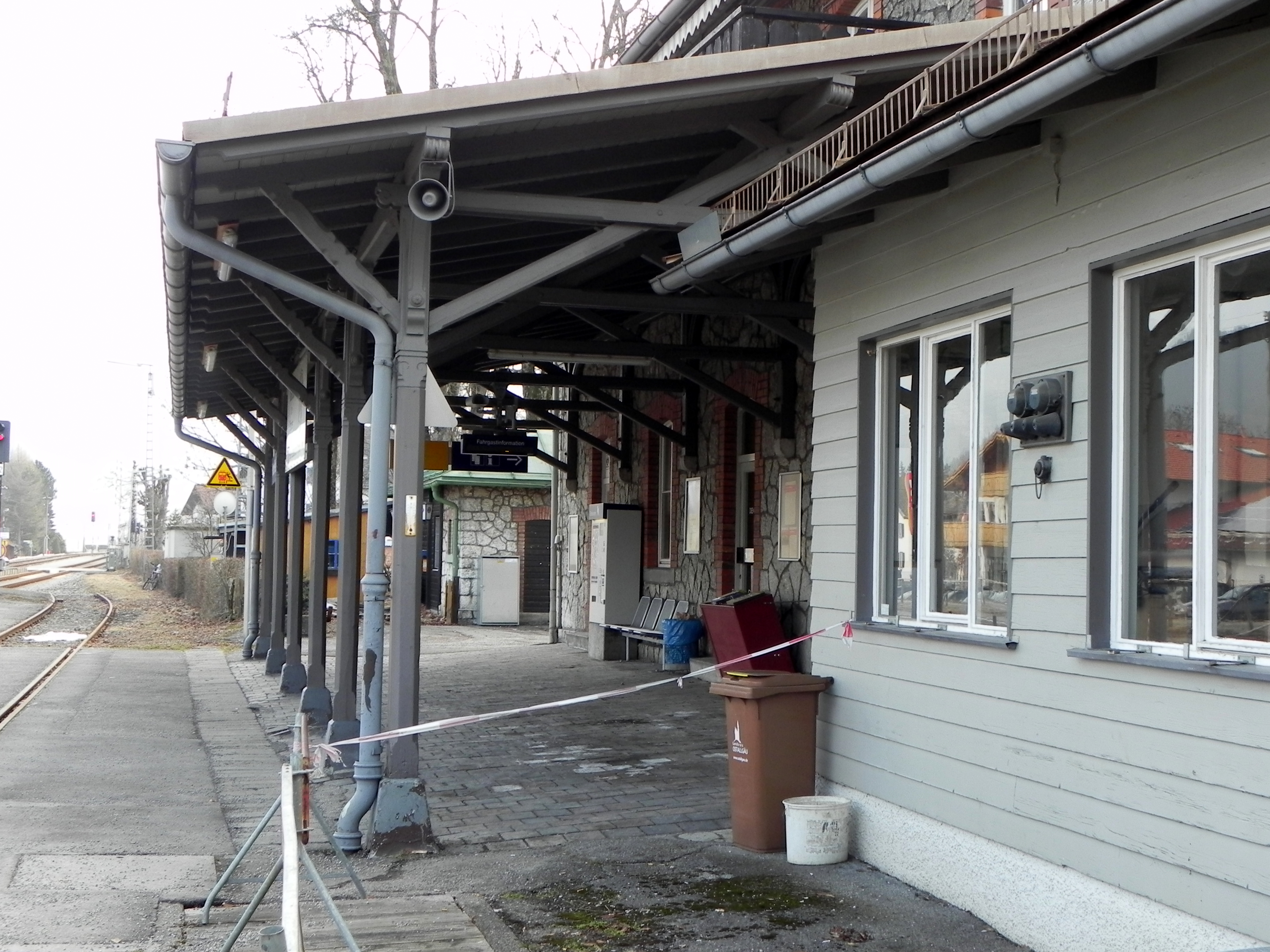
Hausbahnsteig

Bis in die 1970er Jahre gab es vorwiegend von Kempten bis Pfronten sogenannte Urlauberzüge, welche auch mit den bekannten TEE-Triebzügen verkehrten.
| Linie | Strecke | Takt   |
| ----- | --- | ------ |
| RB 73 | Kempten (Allgäu) – Sankt Mang – Durach – Sulzberg – Zollhaus-Petersthal – Oy-Mittelberg – Wertach-Haslach – Maria Rain – Nesselwang – Pfronten-Weißbach – Pfronten-Ried – Pfronten-Steinach | 60 min |

### Busverkehr
Aufgrund der sehr vielfältigen Laufpläne der Buslinien ist hier lediglich der häufigste Linienweg aufgeführt. Selbes gilt auch für die Taktfrequenzen.
| Linie     | Linienverlauf | Takt (Mo–Fr)         | Takt (Sa)    | Takt (So)    |
| --------- | --- | -------------------- | ------------ | ------------ |
| 56        | Füssen Bahnhof – Hopfen, Strandbad – Weizern-Hopferau Bahnhof – Eisenberg – Pfronten-Weißbach Bahnhof – Pfronten-Ried Bahnhof (– Nesselwang, Kurapotheke / Pfronten-Steinach Bahnhof) | 60 min               | 60 min       | 120 min      |
| 71        | Füssen Bahnhof – Weißensee, See – Pfronten-Ried Bahnhof (– Pfronten-Kappel – Nesselwang, Kurapotheke / Pfronten-Steinach Bahnhof)                                                     | 30 min               | 30 / 60 min  | 60 min       |
| 81 / 9718 | Füssen Bahnhof – Weißensee, See / Hopfen, Strandbad – Pfronten-Ried Bahnhof – Pfronten-Kappel – Nesselwang, Kurapotheke – Wertach, Rathaus                                            | zwei Fahrten pro Tag | kein Betrieb | kein Betrieb |